# عبد الوهاب بن سليمان بن علي
عَبدُ الوهَّاب بن سُليمان بن عَلي بن مُشَرَّف التَّميميُّ النجديُّ الحَنبليُّ (ت. 1153 هـ). هو قاضي وفقيه حنبلي نجدي من العيينة، ووالد محمد بن عبد الوهاب وسليمان بن عبد الوهاب، وجَدُّ عبد الله بن محمد بن عبد الوهاب.

## نسبه
عَبدُ الوَهَّابِ بنُ سُلَيْمَانَ بنِ عَلِيٍّ بنِ مُحَمَّدِ بنِ أَحمَدَ بنِ رَاشِدٍ بنِ بُرَيدِ بنِ مُحَمَّدِ بنِ بُرَيدِ بنِ مُشَرِّفٍ بنِ عُمَرَ بنِ مِعضَادَ بنِ رَيِّسَ بنِ زَاخِرٍ بنِ مُحَمَّدِ بنِ عَلوِيٍّ بنِ وَهِيبَ بنِ قَاسِمَ بنِ مُوسَى بنِ مَسعُودٍ بنِ عُقبَةَ بنِ سُنَيعٍ بنِ نَهشَلَ بنِ شَدَّادَ بنِ زَهِيرَ بنِ شِهَابَ بنِ رَبِيعَةَ بنِ أَبِي سَودٍ بنِ مَالِكَ بنِ حَنظَلَةَ بنِ مَالِكَ بنِ زَيدَ مَنَاةَ بنِ تَمِيمَ بنِ مُرَّ بنِ أُدُّ بنِ طَابِخَةَ بنِ إِليَاسَ بنِ مَضَرَ بنِ نِزَارَ بنِ مَعدُ بنِ عَدنَانٍ.

## سيرته
ولد في العيينة، وأخذ عن والده - سليمان بن مشرف - وعن غيره، فاشتغل بالعلم من صغره حتى أدرك، ودرس، وأفتى، وكتب عن بعض المسائل، وولي قضاء العيينة فمكث فيه مدة ثم عزله أمير العيينة سنة 1139 هـ فانتقل إلى حريملاء وسكنها وتولى قضاءها.
قال ابن بشر: "وأما الشيخ عبد الوهاب فكان عالماً، فقيهاً، قاضياً، في بلدة العيينة، ثم في بلد حريملاء".
أخذ عنه ابنه محمد وابنه الآخر سليمان، وأخوه إبراهيم بن سليمان وغيرهم.
وذكر ابن حميد وهو والد محمد بن عبد الوهاب صاحب الدَّعوة، لكن بينَهُما تَبايُنٌ. وتوفَّي سنة 1153 هـ / 1740م.

## مؤلفاته
- كتابات في بعض المسائل الفقهية.[10]